# Heteroconto

Desenho esquemático de Cafeteria roenbergensis (classe Bicosoecida) mostrando dois flagelos: um anterior mastigonemado (com fibrilhas) e outro posterior liso.

Heteroconto é a designação dada em biologia celular às células que apresentam flagelos de morfologia desigual. Em citologia é típico dos protistas do filo Heterokontophyta. Se os flagelos são desiguais em tamanho mas de similar morfologia é utilizada a designação anisoconto. Se os flagelos são iguais, usa-se o termo isoconto.

## Significado taxonómico
A presença de flagelos do tipo heteroconto nos gâmetas de um grande número de espécies de eucariotas é considerada uma característica indicadora de um ancestral comum ao grupo, permitindo definir um agrupamento filogenético de carácter monofilético. Esse agrupamento, inicialmente denominado «Heterokonta» ou «Heterokontophyta», deu origem ao actual Stramenopiles.
Stramenopiles é um dos maiores agrupamentos taxonómicos e uma das linhagens principais de Eukarya, com cerca de 25 000 espécies descritas. O grupo inclui organismos muito diversos, desde algas unicelulares como as diatomáceas, que são componentes primários do plâncton, até as macroalgas pluricelulares da ordem Phaeophyceae, entre as quais se encontram o kelp, um tipo de alga gigante que forma bosques submarinos. Outros membros notáveis são os oomicetos (geralmente parasitas), que superficialmente parecem fungos e que incluem o género Phytophthora, responsável pela praga que assolou a cultura da batata na Europa durante o século XIX, e o género Pythium que ocasiona o apodrecimento das sementes.